# Lowlanders Białystok
I Lowlanders Białystok sono una squadra di football americano di Białystok, in Polonia. Fondati nel 2006, giocano in PFL1, il massimo campionato polacco. Hanno vinto un titolo di secondo livello e il campionato LFA (non ufficiale).

## Dettaglio stagioni

### Tornei nazionali

#### PLFA I (primo livello)/Topliga/LFA1/PFL1
| Stagione | regular season | regular season | regular season | regular season | regular season | regular season | playoff | playoff | playoff | playoff | playoff | playoff     | playoff          |
|          | Vin            | Par            | Per            | Tot            | PF             | PS             | Vin     | Per     | Tot     | PF      | PS      | risultato   | avversaria       |
| -------- | -------------- | -------------- | -------------- | -------------- | -------------- | -------------- | ------- | ------- | ------- | ------- | ------- | ----------- | ---------------- |
| 2009     | 0              | 0              | 7              | 7              | 36             | 223            | 0       | 1       | 1       | 14      | 30      | Retrocessi  | Kraków Tigers    |
| 2011     | 1              | 0              | 8              | 9              | 48             | 399            | -       | -       | -       | -       | -       | -           | -                |
| 2015     | 7              | 0              | 3              | 10             | 334            | 223            | 0       | 1       | 1       | 13      | 35      | Semifinale  | Seahawks Gdynia  |
| 2016     | 4              | 0              | 4              | 8              | 238            | 178            | 0       | 1       | 1       | 13      | 14      | Semifinale  | Seahawks Gdynia  |
| 2017     | 4              | 0              | 2              | 6              | 155            | 81             | 0       | 2       | 2       | 33      | 91      | Semifinale  | Seahawks Gdynia  |
| 2020     | 4              | 0              | 1              | 5              | 223            | 164            | 1       | 1       | 2       | 53      | 68      | Polish Bowl | Panthers Wrocław |
| 2021     | 5              | 0              | 1              | 6              | 153            | 97             | 0       | 1       | 1       | 15      | 34      | Wild Card   | Tychy Falcons    |
| Totale   | 25             | 0              | 26             | 51             | 1187           | 1365           | 1       | 7       | 8       | 141     | 272     |             |                  |

Fonti: Enciclopedia del Football - A cura di Roberto Mezzetti

#### LFA1
Questi tornei - pur essendo del massimo livello della loro federazione - non sono considerati ufficiali in quanto organizzati da una federazione "rivale" rispetto a quella ufficialmente riconosciuta dagli organismi nazionali e internazionali.
| Stagione | regular season | regular season | regular season | regular season | regular season | regular season | playoff | playoff | playoff | playoff | playoff | playoff         | playoff          |
|          | Vin            | Par            | Per            | Tot            | PF             | PS             | Vin     | Per     | Tot     | PF      | PS      | risultato       | avversaria       |
| -------- | -------------- | -------------- | -------------- | -------------- | -------------- | -------------- | ------- | ------- | ------- | ------- | ------- | --------------- | ---------------- |
| 2018     | 5              | 0              | 3              | 8              | 279            | 150            | 2       | 0       | 2       | 47      | 29      | Campioni        | Panthers Wrocław |
| 2019     | 6              | 0              | 2              | 8              | 249            | 112            | 1       | 1       | 2       | 63      | 47      | LFA Polish Bowl | Panthers Wrocław |
| Totale   | 11             | 0              | 5              | 16             | 528            | 262            | 3       | 1       | 4       | 110     | 76      |                 |                  |

Fonti: Enciclopedia del Football - A cura di Roberto Mezzetti

#### PLFA II (secondo livello)/PLFA I (secondo livello)
| Stagione | regular season | regular season | regular season | regular season | regular season | regular season | playoff | playoff | playoff | playoff | playoff | playoff   | playoff          |
|          | Vin            | Par            | Per            | Tot            | PF             | PS             | Vin     | Per     | Tot     | PF      | PS      | risultato | avversaria       |
| -------- | -------------- | -------------- | -------------- | -------------- | -------------- | -------------- | ------- | ------- | ------- | ------- | ------- | --------- | ---------------- |
| 2008     | 5              | 0              | 1              | 6              | 191            | 69             | 2       | 0       | 2       | 58      | 7       | Campioni  | Torpedy Łódź     |
| 2010     | 5              | 0              | 1              | 6              | 172            | 28             | 1       | 1       | 2       | 46      | 40      | Finale    | Bielawa Owls     |
| 2012     | 4              | 0              | 2              | 6              | 114            | 69             | 1       | 1       | 2       | 18      | 13      | Finale    | Warsaw Spartans  |
| 2013     | 6              | 0              | 0              | 6              | 190            | 38             | 1       | 1       | 2       | 40      | 34      | Finale    | Husaria Szczecin |
| 2014     | 8              | 0              | 0              | 8              | 314            | 42             | 1       | 1       | 2       | 75      | 33      | Finale    | Husaria Szczecin |
| Totale   | 28             | 0              | 4              | 32             | 981            | 246            | 6       | 4       | 10      | 237     | 127     |           |                  |

Fonti: Enciclopedia del Football - A cura di Roberto Mezzetti

#### PLFA8
| Stagione | regular season | regular season | regular season | regular season | regular season | regular season | playoff | playoff | playoff | playoff | playoff | playoff   | playoff          |
|          | Vin            | Par            | Per            | Tot            | PF             | PS             | Vin     | Per     | Tot     | PF      | PS      | risultato | avversaria       |
| -------- | -------------- | -------------- | -------------- | -------------- | -------------- | -------------- | ------- | ------- | ------- | ------- | ------- | --------- | ---------------- |
| 2015     | 3              | 0              | 1              | 4              | 80             | 26             | 0       | 1       | 1       | 0       | 28      | Playoff   | OldBoys Warszawa |
| 2017     | 3              | 0              | 1              | 4              | 84             | 38             | -       | -       | -       | -       | -       | -         | -                |
| Totale   | 6              | 0              | 2              | 8              | 164            | 64             | 0       | 1       | 1       | 0       | 28      |           |                  |

Fonti: Enciclopedia del Football - A cura di Roberto Mezzetti

### Riepilogo fasi finali disputate
| Anno             | Luogo     | Evento  | Fase del torneo | Incontro                                | Risultato |
| 28 giugno 2015   | Gdynia    | Topliga | Semifinale      | Seahawks Gdynia - Lowlanders Białystok  | 35 - 13   |
| 3 luglio 2016    | Gdynia    | Topliga | Semifinale      | Seahawks Gdynia - Lowlanders Białystok  | 14 - 13   |
| 10 giugno 2017   | Białystok | Topliga | Semifinale      | Lowlanders Białystok - Seahawks Gdynia  | 26 - 49   |
| 21 luglio 2018   | Breslavia | LFA1    | Polish Bowl     | Panthers Wrocław - Lowlanders Białystok | 13 - 14   |
| 29 giugno 2019   | Breslavia | LFA1    | Polish Bowl     | Lowlanders Białystok - Panthers Wrocław | 14 - 28   |
| 14 novembre 2020 | Breslavia | LFA1    | Polish Bowl     | Panthers Wrocław - Lowlanders Białystok | 48 - 12   |
| 4 luglio 2021    | Białystok | PFL1    | Semifinale      | Lowlanders Białystok - Tychy Falcons    | 15 - 34   |

## Palmarès
- 1 LFA Polish Bowl (2018)
- 1 PLFA I[4] (2008)